# Procelsterna cerulea
La sterna stolida blu-grigia (Procelsterna cerulea, Bennett 1840), è un uccello della famiglia Laridae.

## Sistematica
Procelsterna cerulea possiede cinque sottospecie:
- P. cerulea cerulea
- P. cerulea murphyi
- P. cerulea nebouxi
- P. cerulea saxatilis
- P. cerulea teretirostris

## Distribuzione e habitat
Questa sterna vive nell'Oceano Pacifico, dall'Australia al Cile. È saltuaria in Giappone e sulle isole Tuvalu.